# Теория групп
Теория групп — раздел общей алгебры, изучающий алгебраические структуры, называемые группами, и их свойства. Группа является центральным понятием в общей алгебре, так как многие важные алгебраические структуры, такие как кольца, поля, векторные пространства, являются группами с расширенным набором операций и аксиом. Группы возникают во всех областях математики, и методы теории групп оказывают сильное влияние на многие разделы алгебры. В процессе развития теории групп построен мощный инструментарий, во многом определивший специфику общей алгебры в целом, сформирован собственный глоссарий, элементы которого активно заимствуются смежными разделами математики и приложениями. Наиболее развитые ветви теории групп — линейные алгебраические группы и группы Ли — стали самостоятельными областями математики.
Различные физические системы, такие как кристаллы или атом водорода, обладают симметриями, которые можно смоделировать группами симметрии, таким образом находя важные применения теории групп и тесно связанной с ней теории представлений в физике и химии.
Направление является обширным разделом общей алгебры, во многом формирующий её облик и определяющий основные направления её развития, в значительной мере за счёт поисков решения открытых теоретико-групповых проблем (крупнейший сборник открытых теоретико-групповых проблем — Коуровская тетрадь — содержит по состоянию на 2018 год 250 страниц). Одним из наиболее значительных математических прорывов XX века стало решение одной из таких проблем — полная классификация простых конечных групп — результат совместных усилий многих математиков, занимающий более 10 тыс. печатных страниц, основной массив которых опубликован с 1960 по 1980 годы.

## История
У теории групп три исторических корня: теория алгебраических уравнений, теория чисел и геометрия. Математики, стоящие у истоков теории групп, — это Леонард Эйлер, Карл Фридрих Гаусс, Жозеф Луи Лагранж, Нильс Хенрик Абель и Эварист Галуа. Галуа был первым математиком, связавшим теорию групп с другой ветвью абстрактной алгебры — теорией полей, разработав теорию, ныне называемую теорией Галуа.
Одной из первых задач, приведших к возникновению теории групп, была задача получения уравнения степени {\displaystyle m}, которое имело бы корнями {\displaystyle m} корней данного уравнения степени {\displaystyle n} ({\displaystyle m<n}). Эту задачу в простых случаях рассмотрел Худде (1659). В 1740 году Сондерсон заметил, что нахождение квадратичных множителей биквадратных выражений сводится к решению уравнения шестой степени, а Ле Сёр (1748) и Варинг (с 1762 по 1782 годы) развили эту идею.
Общую основу для теории уравнений, строящуюся на теории перестановок, в 1770—1771 годы нашёл Лагранж, и на этой почве в дальнейшем выросла теория подстановок. Он обнаружил, что корни всех резольвент, с которыми он сталкивался, являются рациональными функциями от корней соответствующих уравнений. Чтобы изучить свойства этих функций, он разработал «исчисление сочетаний» (Calcul des Combinaisons). Современная ему работа Вандермонда (1770) также предвосхищала развитие теории групп.
Паоло Руффини в 1799 году предложил доказательство неразрешимости уравнений пятой и высших степеней в радикалах. Для доказательства он использовал понятия теории групп, хоть и называл их другими именами. Руффини также опубликовал письмо, написанное ему Аббати, лейтмотивом которого была теория групп.
Галуа обнаружил, что если у алгебраического уравнения несколько корней, то всегда существует группа перестановок этих корней такая, что:
- всякая функция, инвариантная относительно подстановок группы, рациональна и, наоборот,
- всякая рациональная функция от корней инвариантна относительно перестановок группы.

Свои первые труды по теории групп он опубликовал в 1829 году в возрасте 18 лет, но они остались практически незамеченными, пока в 1846 году не было издано собрание его сочинений.
Артур Кэли и Огюстен Луи Коши стали одними из первых математиков, оценивших важность теории групп. Эти учёные также доказали некоторые важные теоремы. Изучаемый ими предмет был популяризован Серре, который посвятил теории секцию из своей книги по алгебре, Жорданом, чей труд «Действия над подстановками» (Traité des Substitutions) стал классикой, и Ойгеном Нетто (1882). Большой вклад в развитие теории групп внесли также многие другие математики XIX века: Бертран, Эрмит, Фробениус, Кронекер и Матьё.
Современное определение понятия «группа» было дано только в 1882 году Вальтером фон Диком.
В 1884 году Софус Ли положил начало изучению как групп преобразований того, что в дальнейшем получило наименование групп Ли и их дискретных подгрупп; за его трудами последовали работы Киллинга, Штуди, Шура, Маурера и Эли Картана. Теория дискретных групп была разработана Клейном, Ли, Пуанкаре и Пикаром в связи с изучением модулярных форм и других объектов.
В середине XX века (в основном, между 1955 и 1983 годами) была проведена огромная работа по классификации всех конечных простых групп, включающая десятки тысяч страниц статей.
Ощутимый вклад в теорию групп внесли и многие другие математики, такие как Артин, Эмми Нётер, Людвиг Силов и другие.

## Определение
Понятие группы возникло в результате формального описания симметрии и эквивалентности геометрических объектов. В эрлангенской программе Феликса Клейна изучение геометрии было связано с изучением соответствующих групп преобразований. Например, если заданы фигуры на плоскости, то группой движений выясняется их равенство.
Группой называется множество элементов (конечное или бесконечное), на котором задана операция умножения, которая удовлетворяет следующим четырём аксиомам:
- замкнутость группы относительно операции умножения — для любых двух элементов группы их произведение является членом той же группы:
{\displaystyle \forall a,b\in G:~~~\exists c\in G~~~a\cdot b=c};
- ассоциативность операции умножения — порядок выполнения умножения несущественен:
{\displaystyle \forall a,b,c\in G:~~~a\cdot (b\cdot c)=(a\cdot b)\cdot c=a\cdot b\cdot c}
- существование единичного элемента — в группе существует некоторый элемент {\displaystyle E}, произведение которого с любым элементом {\displaystyle a} группы даёт тот же самый элемент {\displaystyle a}:
{\displaystyle \exists E\in G:~~~\forall a\in G\quad a\cdot E=E\cdot a=a};
- существование обратного элемента — для любого элемента {\displaystyle a} группы существует такой элемент {\displaystyle a}−1, что их произведение даёт единичный элемент {\displaystyle E}:
{\displaystyle \forall a\in G:~~~\exists a^{-1}\in G:~~~a\cdot a^{-1}=a^{-1}\cdot a=E}.

## Основные свойства
Аксиомы группы никак не регламентируют зависимость операции умножения от порядка сомножителей. Поэтому, вообще говоря, изменение порядка сомножителей влияет на произведение. Группы, для которых произведение не зависит от порядка сомножителей, называют коммутативными или абелевыми, в них выполнено:
{\displaystyle \forall a,b\in G:~~~a\cdot b=b\cdot a}.
Абелевы группы обладают многими удобными свойствами, но в приложениях, в том числе физических, нередки неабелевы группы, то есть обладающие некоммутирующими элементами:
{\displaystyle \exists a,b\in G:~~~a\cdot b\not =b\cdot a}
Конечные группы небольшого размера удобно описывать при помощи таблицы Кэли — таблицы умножения, в которой каждая строка и каждый столбец соответствует одному элементу группы, а в ячейку на пересечении строки и столбца помещается результат операции умножения для соответствующих элементов. Например, таблица Кэли для группы состоящей из четырёх элементов: {\displaystyle (1,-1,i,-i)} в которой операцией является обычное арифметическое умножение:
|                    | {\displaystyle 1}  | {\displaystyle -1} | {\displaystyle i}  | {\displaystyle -i} |
| ------------------ | ------------------ | ------------------ | ------------------ | ------------------ |
| {\displaystyle 1}  | {\displaystyle 1}  | {\displaystyle -1} | {\displaystyle i}  | {\displaystyle -i} |
| {\displaystyle -1} | {\displaystyle -1} | {\displaystyle 1}  | {\displaystyle -i} | {\displaystyle i}  |
| {\displaystyle i}  | {\displaystyle i}  | {\displaystyle -i} | {\displaystyle -1} | {\displaystyle 1}  |
| {\displaystyle -i} | {\displaystyle -i} | {\displaystyle i}  | {\displaystyle 1}  | {\displaystyle -1} |
Единичным элементом здесь является {\displaystyle 1}, обратными элементами для {\displaystyle 1} и {\displaystyle -1} являются они сами, а элементы {\displaystyle i} и {\displaystyle -i} являются обратными друг для друга.
Если группа имеет бесконечное число элементов, то она называется бесконечной группой.

## Приложения
Многие структуры общей алгебры могут быть рассмотрены как частные случаи групп, например, кольца могут быть рассмотрены как абелевы группы (относительно сложения) с введённой на них второй операцией — умножением. Поэтому группы лежат в основе большой части теории этих объектов.
Группы симметрий и группы, снабжённые структурой гладкого многообразия — группы Ли — широко используются для находятся решений дифференциальных уравнений.
Группы повсеместно используются как в математике, так и в естественных науках для обнаружения внутренней симметрии объектов (группы автоморфизмов). Внутренняя симметрия обычно связана с инвариантными свойствами; множество преобразований, которые сохраняют это свойство, вместе с операцией композиции, образуют группу, называемую группой симметрии. 
Например, теория Галуа использует группы для описания симметрии корней многочлена. Основная теорема теории Галуа устанавливает связь между алгебраическими расширениями и теорией групп. Это даёт эффективный критерий разрешимости алгебраических уравнений в условиях соответствующих групп Галуа. В теории Галуа, которая и дала начало понятию группы, группы используются для описания симметрии уравнений, корнями которых являются корни некоторого полиномиального уравнения. Из-за важной роли, которую они играют в этой теории, получили своё название разрешимые группы.
В алгебраической топологии группы используются для описания инвариантов топологических пространств. Под инвариантами здесь имеются в виду свойства пространства, не меняющиеся при каком-то его деформировании. Примеры такого использования групп — фундаментальные группы, группы гомологий и когомологий.
Группы Ли применяются при изучении дифференциальных уравнений и многообразий; они сочетают в себе теорию групп и математический анализ. Область анализа, связанная с этими группами, называется гармоническим анализом.
В комбинаторике понятия группы подстановок и действия группы используются для упрощения подсчёта числа элементов в множестве; в частности, часто используется лемма Бёрнсайда.
Понимание теории групп также очень важно для физики и других естественных наук. В химии группы используются для классификации кристаллических решёток и симметрий молекул. В физике группы используются для описания симметрий, которым подчиняются физические законы. Особенно важны в физике представления групп, в частности, групп Ли, так как они часто указывают путь к «возможным» физическим теориям.

## Примеры
Простейшей группой является группа с обычной арифметической операцией умножения, которая состоит из элемента {\displaystyle 1}. Элемент {\displaystyle 1} является единичным элементом группы и обратным самому себе:
|                   | {\displaystyle 1} |
| ----------------- | ----------------- |
| {\displaystyle 1} | {\displaystyle 1} |
Группа с обычной арифметической операцией умножения, которая состоит из элементов {\displaystyle (1,-1)}, элемент {\displaystyle 1} является единичным элементом группы, оба элемента группы обратны самим себе:
|                    | {\displaystyle 1}  | {\displaystyle -1} |
| ------------------ | ------------------ | ------------------ |
| {\displaystyle 1}  | {\displaystyle 1}  | {\displaystyle -1} |
| {\displaystyle -1} | {\displaystyle -1} | {\displaystyle 1}  |
Группой относительно обычной арифметической операции умножения является множество, состоящее из четырёх элементов {\displaystyle (1,-1,i,-i)}. Единичным элементом здесь является {\displaystyle 1}, обратными элементами для {\displaystyle 1} и {\displaystyle -1} являются они сами, а элементы {\displaystyle i} и {\displaystyle -i} являются обратными друг для друга:
|                    | {\displaystyle 1}  | {\displaystyle -1} | {\displaystyle i}  | {\displaystyle -i} |
| ------------------ | ------------------ | ------------------ | ------------------ | ------------------ |
| {\displaystyle 1}  | {\displaystyle 1}  | {\displaystyle -1} | {\displaystyle i}  | {\displaystyle -i} |
| {\displaystyle -1} | {\displaystyle -1} | {\displaystyle 1}  | {\displaystyle -i} | {\displaystyle i}  |
| {\displaystyle i}  | {\displaystyle i}  | {\displaystyle -i} | {\displaystyle -1} | {\displaystyle 1}  |
| {\displaystyle -i} | {\displaystyle -i} | {\displaystyle i}  | {\displaystyle 1}  | {\displaystyle -1} |
Группой является два поворота пространства на 0° и 180° вокруг одной оси, если произведением двух поворотов считать их последовательное выполнение. Эта группа обычно обозначается {\displaystyle C_{2}}. Она изоморфна (то есть тождественна) приведённой группе с элементами {\displaystyle 1} и {\displaystyle -1} (поворот на угол 0°, поскольку он является тождественным, обозначен как {\displaystyle E}):
| {\displaystyle C_{2}}   | {\displaystyle E}       | {\displaystyle R_{180}} |
| ----------------------- | ----------------------- | ----------------------- |
| {\displaystyle E}       | {\displaystyle E}       | {\displaystyle R_{180}} |
| {\displaystyle R_{180}} | {\displaystyle R_{180}} | {\displaystyle E}       |
Группу вместе с тождественным преобразованием {\displaystyle E} образует операция инверсии {\displaystyle I}, которая меняет направление каждого вектора на обратное. Групповой операцией является последовательное выполнение двух инверсий. Эта группа обычно обозначается {\displaystyle S_{2}}, она изоморфна группе {\displaystyle C_{2}}:
| {\displaystyle S_{2}} | {\displaystyle E} | {\displaystyle I} |
| --------------------- | ----------------- | ----------------- |
| {\displaystyle E}     | {\displaystyle E} | {\displaystyle I} |
| {\displaystyle I}     | {\displaystyle I} | {\displaystyle E} |
По аналогии с группой {\displaystyle C_{2}} можно построить группу {\displaystyle C_{3}}, состоящую из поворотов плоскости на углы 0°, 120° и 240°. Можно сказать, что группа {\displaystyle C_{3}} является группой поворотов, переводящих правильный треугольник сам в себя:

| {\displaystyle C_{3}}   | {\displaystyle E}       | {\displaystyle R_{120}} | {\displaystyle R_{240}} |
| ----------------------- | ----------------------- | ----------------------- | ----------------------- |
| {\displaystyle E}       | {\displaystyle E}       | {\displaystyle R_{120}} | {\displaystyle R_{240}} |
| {\displaystyle R_{120}} | {\displaystyle R_{120}} | {\displaystyle R_{240}} | {\displaystyle E}       |
| {\displaystyle R_{240}} | {\displaystyle R_{240}} | {\displaystyle E}       | {\displaystyle R_{120}} |
Если к группе {\displaystyle C_{3}} прибавить отражения треугольника относительно трёх его осей симметрии ({\displaystyle R_{1}}, {\displaystyle R_{2}}, {\displaystyle R_{3}}), то мы получим полную группу операций, которая переводит треугольник сам в себя, стандартное обозначение — {\displaystyle D_{3}}:

| {\displaystyle D_{3}}   | {\displaystyle E}       | {\displaystyle R_{120}} | {\displaystyle R_{240}} | {\displaystyle R_{1}}   | {\displaystyle R_{2}}   | {\displaystyle R_{3}}   |
| ----------------------- | ----------------------- | ----------------------- | ----------------------- | ----------------------- | ----------------------- | ----------------------- |
| {\displaystyle E}       | {\displaystyle E}       | {\displaystyle R_{120}} | {\displaystyle R_{240}} | {\displaystyle R_{1}}   | {\displaystyle R_{2}}   | {\displaystyle R_{3}}   |
| {\displaystyle R_{120}} | {\displaystyle R_{120}} | {\displaystyle R_{240}} | {\displaystyle E}       | {\displaystyle R_{2}}   | {\displaystyle R_{3}}   | {\displaystyle R_{1}}   |
| {\displaystyle R_{240}} | {\displaystyle R_{240}} | {\displaystyle E}       | {\displaystyle R_{120}} | {\displaystyle R_{3}}   | {\displaystyle R_{1}}   | {\displaystyle R_{2}}   |
| {\displaystyle R_{1}}   | {\displaystyle R_{1}}   | {\displaystyle R_{3}}   | {\displaystyle R_{2}}   | {\displaystyle E}       | {\displaystyle R_{240}} | {\displaystyle R_{120}} |
| {\displaystyle R_{2}}   | {\displaystyle R_{2}}   | {\displaystyle R_{1}}   | {\displaystyle R_{3}}   | {\displaystyle R_{120}} | {\displaystyle E}       | {\displaystyle R_{240}} |
| {\displaystyle R_{3}}   | {\displaystyle R_{3}}   | {\displaystyle R_{2}}   | {\displaystyle R_{1}}   | {\displaystyle R_{240}} | {\displaystyle R_{120}} | {\displaystyle E}       |
Совокупность всех вращений относительно одной оси образуют непрерывную группу, обозначаемую {\displaystyle R_{2}}. Её элементы обозначают {\displaystyle R(a)}, где {\displaystyle a} — угол поворота, находящийся в пределах {\displaystyle 0\leqslant a\leq 360^{\circ }}. Для этой группы таблица умножения бесконечна, поэтому группа описывается общей формулой:
{\displaystyle R(a)\cdot R(b)=R(a+b~|~{\bmod {~}}360^{\circ })}.
Поскольку результат двух последовательных поворотов вокруг одной оси не зависит от порядка поворотов, группа {\displaystyle R_{2}} является коммутативной. Обратный элемент в группе определяется формулой:
{\displaystyle R^{-1}(a)=R(360^{\circ }-a)}.
Группа {\displaystyle R_{3}} представляет собой группу всевозможных вращений трёхмерного пространства относительно осей, проходящих через одну точку. Эта группа является группой симметрии сферы. Каждый элемент группы {\displaystyle R(\alpha ,\beta ,a)} задаётся тремя параметрами: {\displaystyle \alpha } и {\displaystyle \beta } — эйлеровы углы, задающие положение оси, {\displaystyle a} — угол поворота.
Группа {\displaystyle S_{n}} — симметрическая группа порядка {\displaystyle n} — это совокупность {\displaystyle n!} всевозможных перестановок {\displaystyle n} элементов. Перестановку обозначают символом:
{\displaystyle P={\begin{pmatrix}1&2&3&\dots &n\\p_{1}&p_{2}&p_{3}&\dots &p_{n}\end{pmatrix}}},
указывающим, что элемент {\displaystyle n} при перестановке заменяется на элемент {\displaystyle p_{n}}. Обратным элементом для элемента {\displaystyle P} будет элемент:
{\displaystyle P^{-1}={\begin{pmatrix}p_{1}&p_{2}&p_{3}&\dots &p_{n}\\1&2&3&\dots &n\end{pmatrix}}}.
Группа {\displaystyle S_{3}} изоморфна группе {\displaystyle D_{3}} так как последняя содержит всевозможные преобразования, переводящие треугольник сам в себя, а преобразование треугольника можно задать различными перестановками трёх его вершин:
{\displaystyle E={\begin{pmatrix}1&2&3\\1&2&3\end{pmatrix}};~~R_{120}={\begin{pmatrix}1&2&3\\3&1&2\end{pmatrix}};~R_{240}={\begin{pmatrix}1&2&3\\2&3&1\end{pmatrix}};}
{\displaystyle R_{1}={\begin{pmatrix}1&2&3\\1&3&2\end{pmatrix}};~R_{2}={\begin{pmatrix}1&2&3\\3&2&1\end{pmatrix}};~~~R_{3}={\begin{pmatrix}1&2&3\\2&1&3\end{pmatrix}}.}
Мультипликативная группа кольца вычетов {\displaystyle G(n)} (где {\displaystyle n} — натуральное число) — группа, образованная взаимно простыми с {\displaystyle n} вычетами ({\displaystyle \mathbb {Z} _{n}=\mathbb {Z} /n\mathbb {Z} }) по модулю {\displaystyle n}. Например, {\displaystyle G(2)=\{1\}}, {\displaystyle G(3)\approx \mathbb {Z} _{2}}, {\displaystyle G(4)\approx \mathbb {Z} _{2}}, {\displaystyle G(5)\approx \mathbb {Z} _{4}}, {\displaystyle G(6)\approx \mathbb {Z} _{2}}, {\displaystyle G(7)\approx \mathbb {Z} _{6}}, {\displaystyle G(8)\approx \mathbb {Z} _{2}\times \mathbb {Z} _{2}}